# Mogurnda orientalis
Mogurnda orientalis је зракоперка из реда Perciformes и фамилије Eleotridae. 

## Угроженост
Ова врста није угрожена, и наведена је као последња брига јер има широко распрострањење.

## Распрострањење
Папуа Нова Гвинеја је једино познато природно станиште врсте.

## Станиште
Станиште врсте су слатководна подручја.